# ستريميو
ستريميو (بالإنجليزية: Stremio) هو تطبيق دفق فيديو شبه مفتوح المصدر يُستخدم لتنظيم وتتبع المحتوى المرئي عبر الإنترنت. يوفّر واجهة موحدة تجمع معلومات الأفلام والمسلسلات وروابط مشاهدتها من منصات متعددة، مما يسهّل على المستخدم اكتشاف المحتوى ومتابعته. يعتمد التطبيق على نظام إضافات يتيح الوصول إلى مصادر مختلفة، ويعمل على أنظمة ويندوز، ماك أو إس، لينكس، أندرويد، آي أو إس، إضافة إلى أجهزة التلفاز الذكية.

## نظرة عامة
يُقدّم ستريميو تجربة موحّدة للبث عبر مختلف المنصات، من خلال دمج البيانات والمصادر المتعددة في تطبيق واحد بواجهة بسيطة وسهلة الاستخدام.
يتتبّع التطبيق سجل المشاهدة والمحتوى الجاري مشاهدته، ويعرض المعلومات حول الأفلام والمسلسلات ومصادر بثها، مع إمكانية حفظ المحتوى المفضّل في مكتبة خاصة، وتلقّي إشعارات عند صدور حلقات جديدة.
يعتمد ستريميو على نظام إضافات يوسّع من وظائفه، ويتيح الوصول إلى محتوى من خدمات خارجية، مثل الترجمة، البث المباشر، أو المواد المتاحة ضمن الملك العام.
كما يضم قسمًا مخصصًا في الواجهة الرئيسية لعرض وسائط مباشرة وأعمال مرئية مجانية، وتتوفر الترجمات عادةً من خلال خدمة OpenSubtitles المدمجة بالتطبيق.

## التاريخ
بدأ تطوير ستريميو في عام 2012. ووفقًا لما ذكره "إيفو"، أحد مؤسسي التطبيق، فقد أُنشئ في الأصل بهدف استخدام تقنية التورنت كوسيلة لبث الفيديو.
كان النموذج الأولي للتطبيق يُعرف باسم Cinematic، وكان مبنيًا على مكتبة libtorrent ولغة بايثون وإطار NW.js، مع الاعتماد على محرك Peerflix.
وبمرور الوقت، تطوّر المشروع ليُصبح قادرًا على البث من مصادر متنوعة، وليس فقط من التورنت.
صدر التطبيق رسميًا في 8 فبراير 2015، وذلك بعد توقف مشروع بوبكورن تايم.

## الجدل
يتضمن ستريميو عددًا من الإضافات غير الرسمية التي تتيح للمستخدمين بث الأفلام والمسلسلات التلفزيونية بطرق لا تتوافق مع قوانين حقوق النشر.
وتعتمد العديد من هذه الإضافات على ملفات تورنت، بالتكامل مع أدوات ستريميو المدمجة في جلب البيانات الوصفية، لتقديم تجربة بث شاملة ضمن التطبيق.
شهد التطبيق انتشارًا متزايدًا منذ عام 2020، وذاع صيته على منصة إكس (تويتر سابقًا) في عام 2024، باعتباره بديلًا غير رسمي لخدمات البث التجاري، في ظل الارتفاع المستمر في أسعار الاشتراكات.